# Diocèse de Trieste
Le diocèse de Trieste (en latin : dioecesis Tergestinus ; en italien : diocesi di Trieste) est un des diocèses de l'Église catholique en Italie. Couvrant la majeure partie de la province de Trieste, il est suffragant de l'archidiocèse métropolitain de Gorizia et relève de la région ecclésiastique des Trois Vénéties.

## Territoire
Le diocèse de Trieste couvre quatre communes de la province de Trieste : Trieste, Muggia, San Dorligo della Valle et Monrupino.
Duino-Aurisina et Sgonico, les deux autres communes de la province de Trieste, relèvent de l'archidiocèse de Gorizia.

## Histoire
Le diocèse de Trieste est érigé au Ve siècle. Il est suffragant du patriarcat d'Aquilée. Mais, à la suite de l'affaire des Trois Chapitres, il rentre sous la juridiction de Grado. En 1180, il redevient suffragant du patriarcat d'Aquilée. 
En 1781, à la suite de la suppression du patriarcat d'Aquilée, le diocèse devient suffragant de l'archidiocèse de Gorizia.
En 1784, le territoire du diocèse est profondément modifié.
Le 8 mars 1788, le diocèse devient suffragant de l'archidiocèse de Ljubljana. Mais, par la bulle Super specula militantis Ecclesiae du 19 août 1788, le pape Pie VI l'unit au diocèse de Pedena et les deux diocèses unis sont supprimés.
Par la bulle Ad supremum du 12 septembre 1791, Pie VI rétablit le diocèse de Trieste.
Le 19 août 1807, il devient exempt et relève directement du Saint-Siège.
Par la bulle Locum beati Petri du 30 juin 1828, le diocèse de Capodistria est uni à celui de Trieste et le diocèse de Cittanova est supprimé et son territoire incorporé à celui de Trieste et Capodistria.
Par la bulle Insuper eminenti Apostolicae dignitatis du 27 juillet 1830, le diocèse de Trieste et Capodistria devient suffragant de l'archidiocèse de Gorizia.
En 1867, l'évêque de Trieste et Capodistria devient membre de droit de la chambre des seigneurs d'Autriche.
Le 30 avril 1920, le diocèse de Trieste et Capodistria cède le décanat d'Elsane à l'administration apostolique de Fiume puis, en 1934, le décanat de Crusizza.
Par la bulle Quo Christi fideles du 20 février 1932, le pape Pie XII lui incorpore le décanat de Postumia qui relevait du diocèse de Ljubljana.
En 1947, la majeure partie du diocèse de Trieste et Capodistria est en territoire yougoslave et deux administrations apostoliques sont érigées : l'une pour la zone en territoire slovène ; l'autre pour la zone en territoire croate.
Par la bulle Prioribus saeculi du 17 octobre 1977, le pape Paul VI sépare le diocèse de Capodistria de celui de Trieste.

## Cathédrale
La cathédrale Saint-Just de Trieste est la cathédrale du diocèse. Depuis le 7 octobre 1899, elle a rang de basilique mineure.

## Évêques

### Évêques de Trieste (jusqu'en 948)
- v. 546 : Frugifero
- v. 568 : Germiniano
- 580-601 : Severo
- v. 602 : Firmino
- v. 680 : Gaudenzio
- v. 715 : Gregorio
- v. 731 : Giovanni
- v. 759 : Giovanni
- v. 767 : Maurizio
- v. 790-802 : Fortunato
- 804 : Leone
- 802-814 : Hildeger
- 814-? : Welderich
- ?-827 : Heimbert
- 827-? : Severo
- v. 909-911 : Taurino
- v. 929 : Radaldo
- 944-968 : Giovanni

### Princes-évêques de Trieste (948-1295)
- 948-968 : Giovanni
- 991 : Pietro
- 1006-1017 : Ricolfo
- 1015- 1017 : Giovanni (co-évêque)
- 1031 - 1039 : Adalgero
- 1050-1082 : Eriberto
- 1106-1114 : Herenicius
- 1115 : Artuico
- 1134-1141 : Detemaro
- 1141-1152 : Bernardo
- 1152-1186 : Bernardo
- 1186-1188 : Enrico da Treviso
- 1188-1190 : Lintoldo da Duino
- 1190-1200 : Woscalco
- 1200-1203 : Enrico Rapizza
- 1203-1209 : Ubaldo
- 1209-1212 : Gerardo
- 1212-1232 : Corrado Bojani di Pertica
- 1232-1233 : Leonardo
- 1233-1234 : Bernardo di Cucagna
- 1234-1236 : Gerardo Arangone
- 1236-1237 : Giovanni
- 1237-1253 : Volrico De Portis
- 1254-1255 : Aolenz von Wocisperch
- 1255-1259 : Gregorio I
- 1260-1261 : Leonardo III
- 1261-1281 : Arlongo di Viscogni
- 1281-1286 : Alvino De Portis
- 1286-1295 : Brissa de Toppo

### Évêques de Trieste (1295-1828)
- 1295-1299 : Brissa de Toppo
- 1299-1300 : Giovanni Della Torre
- 1300-1303 : Enrico Rapizza
- 1303-1304 : Rodolfo di Pedrazzano
- 1304-1320 : Rodolfo Morandino de Castello Rebecco
- 1320-1322 : Giusto (ou Gilone) da Villalata
- 1324-1327 : Gregorio Tanzi, administrateur apostolique
- 1327-1329 : Guglielmo Franchi
- 1329 : Avanzo Danielo
- 1330-1341 : Pace (ou Pasquale) da Vedano
- 1341 : Giovanni Gremon
- 1342-1346 : Francesco Dellamelia
- 1346-1349 : Ludovico della Torre
- 1349-1369 : Antonio Negri
- 1369-1383 : Angelo Canopeo
- 1383-1396 : Enrico de Wildenstein
- 1396-1408 : Simone Saltarelli
- 1408-1409 : Giovanni Ubaldini
- 1409-1417 : Nicolò de Carturis
- 1417-1424 : Giacomo Balardi (ou Arrigoni)
- 1424-1441 : Martino Coronini
- 1441-1447 : Niccolò Aldegardi
- 1447-1450 : Enea Silvio Piccolomini
- 1450-1451 : Ludovico Della Torre
- 1451-1487 : Antonio Goppo
- 1487-1500 : Acacio de Sobriach
- 1500-1502 : Luca Rinaldi da Veglia
- 1502-1546 : Pietro Bonomo
- 1549 : Francesco Rizzano
- 1549-1558 : Antonio Paragües e Castillejo
- 1560-1565 : Giovanni Betta
- 1567-1573 : Andrea Rapicio
- 1574 : Giacinto Frangipane
- 1575-1591 : Nicolò Coret
- 1592-1597 : Giovanni Wagenring
- 1597-1620 : Ursino de Bertiis
- 1621-1630 : Rinaldo Scarlicchio
- 1631-1646 : Pompeo Coronini
- 1646-1662 : Antonio Marenzi
- 1662-1672 : Francesco Massimiliano Vaccano
- 1672-1691 : Giacomo Ferdinando Gorizzutti
- 1691-1720 : Giovanni Francesco Miller
- 1720-1721 : Giuseppe Antonio Delmestri von Schönberg
- 1723-1739 : Luca Sartorio Delmestri von Schönberg
- 1740-1760 : Leopoldo Giuseppe Petazzi
- 1760-1774 : Antonio Herberstein
- 1775-1788 : Francesco Filippo d'Inzaghi
- 1788-1791 : siège supprimé
- 1791-1794 : Sigismund Anton von Hohenwart
- 1796-1803 : Ignazio Gaetano da Buset
- 1821-1828 : Antonio Leonardis da Lucinico

### Évêques de Trieste et Koper (1828-1977)
- 1828-1831 : Antonio Leonardis da Lucinico
- 1831-1845 : Matteo Ravnikar
- 1846-1875 : Bartolomeo Legat de Naklas
- 1875-1882 : Juraj Dobrila
- 1882-1895 : Giovanni Nepomuceno Glavina
- 1896-1901 : Andrea Maria Šterk
- 1902-1910 : Franz Xaver Nagl
- 1911-1919 : Andrej Karlin
- 1919-1922 : Angelo Bartolomasi
- 1923-1936 : Luigi Fogar
- 1938-1975 : Antonio Santin

### Évêques de Trieste (depuis 1977)
- 1977-1996 : Lorenzo Bellomi
- 1997-2009 : Eugenio Ravignani
- depuis 2009 : Giampaolo Crepaldi